# Шир, Гордон
Гордон Шир (англ. Gordon Sheer; 9 июня 1971, Уайт-Плейнс, США) — американский саночник, выступавший за сборную США с 1989 года по конец 1990-х. Принимал участие в трёх зимних Олимпийских играх и выиграл серебро игр 1998 года в Нагано — в парных мужских заездах. Чаще всего выступал в паре с Крисом Торпом.
Вместе с Торпом они начали заниматься санным спортом ещё в 1987 году, причём у них тогда не было профессионального тренера, и все необходимые знания приходилось получать из трансляций заездов по телевидению. Со временем их сани катились всё быстрее и быстрее, на спортсменов обратили внимание функционеры олимпийского комитета и пригласили соревноваться в национальную сборную. На первых турнирах они, в силу слабой технической подготовки, не имели успеха, однако впоследствии одержали несколько значимых побед, в том числе и на Олимпийских играх.
Гордон Шир является обладателем двух серебряных наград чемпионатов мира, первую он получил в 1995 году в Лиллехаммере, вторую годом позже в Альтенберге — тоже в парных мужских заездах. Спортсмен один раз выигрывал общий зачёт Кубка мира, наиболее успешным для него оказался сезон 1996—1997.
Шир закончил карьеру профессионального спортсмена в 2000 году, и ныне работает директором по маркетингу Американской ассоциации санного спорта.